# Хлудов, Алексей Иванович
Алексе́й Ива́нович Хлу́дов (1818—1882) — московский предприниматель из купеческой семьи Хлудовых, потомственный почётный гражданин, библиофил и собиратель рукописей (среди которых знаменитая Хлудовская псалтырь), глава одного из крупнейших российских купеческих домов.

## Биография
Не получивший в молодости почти никакого образования, Алексей Иванович Хлудов был одарён большими природными способностями, которые развил самостоятельно. Происходя из именитой купеческой фамилии, вёл большие коммерческие дела по хлопчатобумажному производству и за свои заслуги на этом поприще был награждён званием мануфактур-советника и орденом Св. Владимира 3-й степени. В 1845 году вместе с братом Савелием построили в Егорьевске бумагопрядильную фабрику. Алексей Иванович Хлудов заведовал коммерческою частью фабрики и сам комплектовал её машинами в Англии (фабричным хозяйством заведовал его брат Савелий Иванович, который в 1855 году скончался).
В 1857 году вместе с Людвигом Кнопом и К. Т. Солдатёнковым он основал Товарищество Кренгольмской мануфактуры.
Держал две торговые лавки в Гостином дворе.
В 1869 году ему удалось исходатайствовать проведение железнодорожной ветки к Егорьевску от станции Воскресенск Московско-Казанской железной дороги. В 1875 году егорьевская фабрика была преобразована в учреждённое годом ранее товарищество на паях «Хлудовы купцы».
В 1873 году А. И. Хлудов основал товарищество Ярцевской мануфактуры.
Член Московского коммерческого суда (1847—1849), почётный член совета Московского коммерческого училища (1855—1861), биржевой старшина (1855—1869), член (с 1859) и председатель (1862—1867) Московского отделения мануфактурного совета, председатель Московского биржевого комитета (1859—1865, первый на этой должности), один из учредителей Московского художественно-промышленного музея (ныне Музей декоративно-прикладного и промышленного искусства при МГХПУ им. С. Г. Строганова).
Хлудов активно участвовал в благотворительной деятельности. Финансировал учебные заведения, больницы, дома призрения, церкви. Был членом Московского археологического общества, в чине казначея, пожертвовал крупную сумму на реконструкцию и отделку бывших палат думного дъяка Аверкия Кириллова. Хлудов также являлся одним из основателей московского Публичного Румянцевского музея и вкладывал в это учреждение немалые средства.
Умер А. И. Хлудов в ночь на 22 марта (3 апреля по новому стилю) 1882 года. Похоронен на кладбище Покровского монастыря.

## Дом и семья
6 ноября 1836 году (по ст. ст.) Алексей Иванович венчался в церкви Космы и Дамиана, что в Старой Кузнецкой (в Старых Кузнецах), с Богородского купца 3 гильдии Якова Афанасьевича Щербакова дочерью Евдокией Яковлевной (1817—1854). Жили в собственном доме (№ 5а) в Тупом переулке (впоследствии переименован в Хлудовский тупик, ныне Хомутовский тупик). Дом Хлудова был известен «вечерними беседами», на которые собиралась московская интеллигенция, интересующаяся отечественной историей и стариной.
Сыновья: Михаил, Василий, Егор; дочери Ольга, Татьяна, Варвара (в замужестве Морозова).
- Василий
- Варвара

## Коллекция
Собрание Алексея Ивановича Хлудова образовалось, главным образом, из трёх коллекций: А. И. Озерского, А. И. Лобкова и А. Ф. Гильфердинга, и в 1872 году состояло из 361 рукописи, в числе которых было 69 — на пергаменте и бомбицине, более 60 принадлежало к числу памятников древнего письма (конца XIV в.), почти столько же — к памятникам югославянским; кроме того в собрании было много замечательных русских списков древних памятников и более 100 полемических сочинений за и против раскола в русской церкви.
К концу жизни А. И. Хлудова его собрание включало 624 рукописи и 717 первопечатных книг. В коллекции были списки «Стоглава», сочинения и переводы Максима Грека, труды раскольников, греческие псалмы IX века. Среди редчайших образцов коллекции особенно значимые «Творения Иоанна Дамаскина» в переводе князя Андрея Михайловича Курбского с собственноручными его заметками; Псалтирь 1212 г.; Евангелие 1323 г. и др.
Собрание Хлудова было описано А. Н. Поповым; труд этот вышел в Москве в 1872 году под заглавием: «Описание рукописей библиотеки А. И. Хлудова», а в 1875 году в Москве появилось составленное им же «Первое прибавление к описанию рукописей и каталогу книг церковной печати библиотеки А. И. Хлудова».
В 1866 году Хлудов пожертвовал часть книг, принадлежавших прежде В. М. Ундольскому (Брестские, Краковские и Витебские старопечатные издания), в библиотеку Московской духовной академии.
После кончины свою библиотеку Алексей Иванович Хлудов завещал передать в Московский Никольский единоверческий монастырь. И в 1883 году смежно с Крестовоздвиженской надвратной церковью была открыта «Хлудовская библиотека». В ней было доступно множество греческих и славянских харатейных (хартия — летопись) рукописей, богослужебных, догматических, поучительных старопечатных книг, книг новой печати богословского и исторического характера, которые были полезны монастырю для исторических исследований и борьбы со старообрядчеством.
В 1917 году большая часть «Хлудовской библиотеки» собранной А. И. Хлудовым поступила в Государственный исторический музей.